# 深長坊清幽
深長坊 清幽（しんちょうぼう せいゆう、生没年不詳）は、戦国時代の人物。石田三成の三男。本名は石田佐吉。

## 略歴
慶長5年（1600年）、佐和山城落城の際（佐和山城の戦い）、目付として送り込まれた津田清幽に伴われ城を脱出した。
徳川家康は清幽に請われ佐吉を助命し、深覚坊応其に託して出家させた。応其は津田清幽の恩義を忘れぬようにと佐吉に深長坊清幽の名を与えた 。
その後、深長坊清幽は寛永年間に甲斐国の薬王寺16世住職に就任した 。